# Sharknado
Sharknado es una película estadounidense de terror de 2013. Trata sobre un tornado marino que levanta los tiburones del océano y los esparce por Los Ángeles. Según la revista Rolling Stone, fue la 4.ª peor película de 2013.
Fue emitida por primera vez en el canal Syfy de Estados Unidos el 11 de julio de 2013, y es protagonizada por Ian Ziering, Guillermo Dolz Barea, Tara Reid, Aubrey Peeples y John Heard.

## Argumento
Un salvaje huracán ha succionado gran parte del agua del océano y, con ella, a cientos de hambrientos tiburones que devoran todo a su paso por la aterrada ciudad de Los Ángeles, causando inundaciones por toda la ciudad y tornados que escupen tiburones antropófagos. Fin, un surfista y propietario de un bar en el muelle de Santa Mónica, acude con su amigo Baz y su camarera Nova a rescatar a su exesposa April y a su hija adolescente Claudia. 
Después, Fin y April se dan cuenta de que su hijo mayor Matt se encuentra en la escuela de vuelo, y también quieren rescatarlo. Luego, tratan de disipar los tornados lanzando bombas desde un helicóptero para así evitar más muertes.

## Reparto
- Ian Ziering como Fin 'Finley' Shepard.
- Tara Reid como April Wexler.
- John Heard como George.
- Jaason Simmons como Baz Hogan.
- Cassie Scerbo como Nova.

- Alex Arleo como Bobby.
- Diane Chambers como Agnes.
- Julie McCullough como Joni Waves.
- Chuck Hittinger como Matt.
- Aubrey Peeples como Claudia.
- Robbie Rist como Brad Pitt.

## Producción
Sharknado fue dirigida por Anthony C. Ferrante para el estudio de cine The Asylum, cuyos créditos anteriores incluyen por ejemplo dirigir la película de terror Boo, escrita por Thunder Levin, cuyos créditos anteriores incluyen escribir la película Mutant Vampire Zombies from the 'Hood!. El lema de la película es «Enough said!» (‘nada más que decir’). Sharknado es una de las muchas películas de serie B hechas por encargo de Syfy.
La actriz Tara Reid dijo de la película: «Es tonta, y hay solo una cierta cantidad de barreras que uno puede traspasar. No se puede tomar en serio cuando los tiburones realmente vuelan en el cielo. Es tan extraña que termina siendo muy divertida».
El elenco tuvo que imaginar la presencia de los tiburones debido al constante uso de croma (pantalla verde) para crear a los escualos e introducirlos por ordenador.
En una entrevista con Uproxx, Ferrante resume la trama de la película: «Hay una inundación y una tormenta. No te preocupes por ello».

## Emisión internacional
- Australia: su estreno en The Universal Channel estaba previsto para el 9 de septiembre de 2013, pero se adelantó al 26 de julio de 2013, después de la gran respuesta internacional de la película. Tuvo 54 000 espectadores, convirtiéndose en el sexto mayor programa visto por la noche (y el tercer programa no deportivo más visto) en la televisión de pago.
- Reino Unido: estrenada en el canal Syfy el 7 de agosto de 2013.
- Nueva Zelanda: estrenada en el canal de televisión en abierto Prime el 17 de septiembre de 2013.
- España: estrenada por La Sexta el 24 de diciembre de 2013
- México: estrenada por Canal 5 el 8 de agosto de 2014.

## Doblaje (España)
Para su distribución en España, la película fue doblada en los estudios AC Estudis, de Valencia, al igual que el resto de la saga (2014, 2015, 2016, 2017 y 2018). Exceptuando esta primera parte, la adaptación del texto (traducción y el ajuste) de las siguientes corrió a cargo de Carlos Ortega Bellver.
| Personaje               | Actor original        | Actor de voz (España)   |
| ----------------------- | --------------------- | ----------------------- |
| Fin Shepard             | Ian Ziering           | Darío Torrent           |
| George                  | John Heard            | Boris Sanz              |
| Nova Clarke             | Cassandra Scerbo      | Silvia Cabrera          |
| Baz Hogan               | Jaason Simmons        | Rafael Ordóñez Arrieta  |
| Matt                    | Chuck Hittinger       | Enric Puig              |
| Capitán Carlos Santiago | Israel Sáez de Miguel | José García Tos         |
| Palmer                  | Marcus Choi           | Carles Caparrós (Korah) |
| Nada                    | David Bittick         | Jorge Tejedor           |

## Recepción
Al principio, cuando se estrenó la película, el telefilme no tuvo gran éxito, pero las redes sociales se encargaron que con el tiempo se convirtiese en una película de culto. Eso posibilitó a que tuviese secuelas.

## Secuelas
En julio de 2014 se estrenó Sharknado 2: The Second One, la cual cuenta con el regreso de Ian Ziering y Tara Reid como Fin y April, respectivamente. En julio de 2015 se estrenó Sharknado 3: Oh Hell No!, también dirigida Anthony C. Ferrante. En julio de 2016 se estrenó Sharknado: The 4th Awakens, dirigida una vez más por Anthony C. Ferrante. En agosto de 2017 se estrenó Sharknado 5: Global Swarming, dirigida por Anthony C. Ferrante. Por último, en agosto de 2018 se estrenó Sharknado 6: The Last Sharknado: It's About Time.